# Marginen

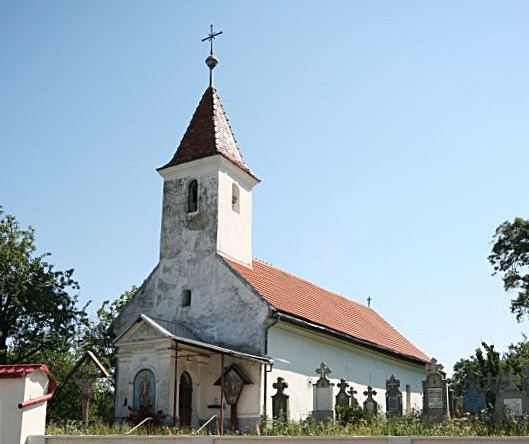
A Szent Miklós-templom

Marginen (románul: Mărgineni) falu Romániában, Erdélyben, Brassó megyében.

## Fekvése
Fogarastól 13 kilométerre délkeletre, a Fogarasi-havasok lábánál fekszik.

## Nevének eredete
Nevének román jelentése „a határon/szélen élők”. Első említése egy 1437-ből keltezett cirill betűs oklevélből való: Мърџиненй. Ez az okmány azonban csak a Bethlen Mihály által az egyházi szláv szöveg román fordításából 1758-ban készített magyar fordításban maradt fenn (az eredeti állítólag 1846-ban, Dănilă Tempea házában égett le), tehát kétes hitelűnek kell tekintenünk. A későbbi századokban Marzsina/Mardzsina néven fordult elő: Mardsina (1557), Marcsina (1635), Margyna (1733), és majd csak 1750-ben Merdsinen.  Ezek alapján valószínű, hogy a Mărginea (román 'határ, szél') név lehetett az elsődleges és ehhez járult később a lakókra utaló -eni képző. A g a Fogarasföld 1850-es–1870-es évekbeli román közigazgatásában használt latin betűs román hangjelölés magyar átvétele, valós hangértéke /zs/ vagy /dzs/.

## Története
Az 1437-es, Tirgovistyében kiállított okirat szerint Vlad Dracul mint Fogaras vidékének hűbérura szolgáinak, Urszulnak, Radulnak, Sztán Bérának és Godgyának adományozta. A későbbiekben is mindig Fogaras vidékéhez, majd 1876 után, megszűnéséig Fogaras vármegyéhez tartozott. 1635-ben 85 jobbágycsaládját, két muntyán zsellércsaládját, öt boért és négy szabadost írtak össze benne, és két malma is őrölt. 1722-ben 241 boér és 95 jobbágy családfőt, valamint hét pálinkafőzőt mutattak ki benne, míg 1786-ban 66 zsellér lakta. A Pandrea boércsalád birtokán 1758 előtt jött létre ortodox szerzetesi közössége, amelynek 1767-ben még említették kőtemplomát. 1765 és 1851 között az orláti határőrezredhez tartozott. A militarizálás után egész lakossága görögkatolikus vallású volt az 1870-es évekig, amikor kb. száz lakosa, majd az 1880-as években újabb kb. százötven falubeli tért át az ortodox hitre. A gyülekezet 1898-ban épített magának templomot. Az 1900-as években – Nicolae Iorga leírása szerint – erős viszály uralkodott a két felekezet között. 1910-ben a kampánykörúton a faluba látogató Werner Gyula munkapárti képviselőjelöltet a falusiak haragjával szemben védelmező csendőrök sortüzet adtak le a tömegbe és öt főt megöltek.
1900-ban 907, román anyanyelvű lakosából 678 volt görögkatolikus és 229 ortodox vallású.
2002-ben 291, román nemzetiségű személy lakta, közülük 249 ortodox és 41 görögkatolikus.

## Látnivalók
Ortodox (korábban görögkatolikus) temploma 1770-ben épült, belső festése 1791-ből való.

## Híres emberek
- Itt született 1816-ban David Urs báró, ezredes.